# Francesc Feliu i Vegués
Francesc Feliu i Vegués (Aitona, febrer de 1829-Badalona, 26 de setembre de 1913) va ser un mestre i agrimensor català, d'ideologia republicana, liberal i laica, un dels pedagogs catalans del segle xix més destacats, pel seu caràcter renovador de l'educació. Va ser membre de la Reial Acadèmia de Ciències i Arts de Barcelona, escollit el 25 d'abril de 1873.

## Biografia

### Primers anys
Nascut a Aitona (Segrià) el febrer de 1829, era fill de família humil, els seus pares, Francesc Feliu i Antònia Vegués, el van ingressar als deu anys al seminari de Lleida, on es diu que va mostrar gran predisposició per aprendre, en especial per les ciències exactes. Anys més tard, va prendre part activa en l'alçament de 1854, que va dur a la instauració del Bienni Progressista; en agraïment a la seva acció, el govern provincial de Lleida el va nomenar subtinent del batalló de Luchana. A finals del bienni, va rebel·lar-se contra el govern d'O'Donnell amb la col·laboració d'alguns militars, que manant forces sublevades aragoneses, va reunir-se a Fraga amb les catalanes, on van lluitar contra les forces del govern, obligant-les a retirar-se.

### Activitats
La seva formació la va dur a terme al Seminari de l'Escola Normal de Lleida. Després va ensenyar als instituts de Lleida i Cervera durant uns anys. Trobant-se accidentalment a Madrid, va prendre part activa de la Revolució de Setembre de 1868, i en compensació se'l va voler nomenar inspector de primer ensenyament de la província de Lleida, però va refusar perquè ja havia guanyat les oposicions de mestre municipal de l'Escola Superior de Badalona. Es va instal·lar en aquesta població el 1864, on va iniciar cursos d'ensenyament nocturn. Aquí realitzaria tasca educativa durant quaranta anys. Va ser un molt bon pedagog, que va aplicar mètodes racionalistes, van suposar un revulsiu per a la seva època. Alguns dels seus alumnes van ser Antoni Bori, Llorenç Brunet, Apel·les Mestres o Enric Borràs.
Feliu va destacar especialment en l'àmbit de les matemàtiques, les seves publicacions sobre diverses qüestions matemàtiques van ser destacades, gràcies a les quals va aconseguir ingressar a l'Acadèmia de Ciències i Arts de Barcelona l'any 1873. Per tal d'homenatjar-lo en aquest àmbit, els seus deixebles van oferir-li una edició de les seves obres Resumen histórico de las matemáticas, Teoría de las probabilidades, Memoria sobre las fuerzas centrales, Expresiones imaginarias, Cálculo del interés, Tiempo, Su medida, en una cerimònia presidida pel rector de la Universitat de Barcelona, Rafael Rodríguez Méndez. Va ser també autor de molts articles de premsa i de llibres sobre temàtiques diverses. La seva ideologia republicana el va portar a enfrontar-se als carlins i a unir-se als ambients liberals badalonins, on sempre va gaudir de gran popularitat, de fet va ser director de la publicació La República l'any 1891.

### Mort
Va morir el 1913. Va ser enterrat al Cementiri Vell de Badalona de forma civil i laica, com havia defensat durant la seva vida. El 1915, la ciutat li va dedicar un homenatge pòstum, durant el qual es va col·locar una làpida per identificar el lloc on hi ha les seves restes, que va ser donada per alguns dels seus antics alumnes. Originalment va ser enterrat al cementiri no catòlic i, posteriorment, fou traslladat dintre del recinte. El mateix any va decidir donar el seu nom a l'actual carrer dels Arbres, que després de la Guerra Civil fou canviat pel de General Mola, així com un grup escolar; també es col·locà el seu retrat al Saló d'Actes de la Casa Consistorial. Amb l'arribada de la democràcia es va batejar un carrer del barri de Llefià amb el seu nom, així com l'escola que hi ha en la mateixa ubicació.